# 水銀柱ミリメートル
水銀柱ミリメートル（すいぎんちゅうミリメートル）またはミリメートル水銀柱（ミリメートルすいぎんちゅう）は、圧力の非SI単位である。国際単位系 (SI) の単位ではないが、いくつかの国で血圧の計量単位として使われている。使用は推奨されておらず、SI国際文書「国際単位系 (SI)」の2006年の第8版では、「その他の非SI単位」（「SI併用単位、その他の非SI単位の削除」）に挙げられていたが、2019年の第9版では削除された。
日本の計量法では、「特殊の計量に用いる計量単位」（計量法第5条第2項、計量単位令）に分類されており、血圧の計量と生体内の圧力の計量に限定して使用することが認められている。

## 定義
日本の計量法において、水銀柱ミリメートルは正確に 101 325/760 Pa と定義されている。これは標準大気圧の1⁄760という意味である。約 133.322 Pa に当たる。

### 歴史的な由来
かつては、水銀柱ミリメートルの定義は「高さ1ミリメートルの水銀柱が与える圧力」であった。そして水銀柱ミリメートルとトルは同じ値となるよう定義されていた。現在では日本において、水銀柱ミリメートルとトルの定義は完全に同一である。上記の歴史的定義はその後廃止され、現在では定義の項にあるとおり、パスカルによって直接に定義されている。

## 単位の名称および記号
この単位の名称は、英語で 英: millimetre of mercury 、米: millimeter of mercury と規定されており、その日本語訳として「水銀柱ミリメートル」または「ミリメートル水銀柱」の呼称があてられている。また、それを省略した「ミリ水銀」「ミリエイチジー」「ミリメートルエイチジー」という呼称が使用されることがある。また、単位の記号は、「mmHg」であり、大文字と小文字を区別しなければならない。

## 歴史
水銀圧力計は、初の精密な圧力計だった。水銀圧力計は、接続された2つの水銀溜まりの液面の違いで、2つの流体の圧力の違いを示した。このため、かつては「水銀柱ミリメートル（又は水銀柱インチ）」で圧力を測るのが慣例となっていた。
今日では、水銀の毒性や、水銀柱の感度が温度と局地的な重力加速度の影響を受けること、他の計測器の方が扱いやすいことから、水銀圧力計はあまり使用されない。水銀に関する水俣条約により、水銀を用いた圧力計は原則として2020年までに製造・輸出入が禁じられる。
2つの水銀柱の液面の高さの差に、局地的な重力加速度と水銀の密度を掛けることで、実際の水銀柱の示度は、他の圧力の基本単位に換算することができる。水銀の密度が温度と重力加速度に依存するため、これらの2つのパラメータの特定の基準値が採用された。この結果、「水銀柱ミリメートル」は、重力加速度が正確に 9.80665 m/s2 のときに、高さ1ミリメートルの、密度が正確に 13595.1 kg/m3 の水銀柱により与えられる圧力と定義されていた。
ここで、13595.1 kg/m3 は温度 0 ℃ のときの水銀の密度であり、9.80665 m/s2 は標準重力加速度である。この定義による水銀柱ミリメートルの値は、133.322387415 Pa ( 13.5951 g/cm3 × 9.80665 m/s2 × 1 mm ) ということになり、イギリスの工業規格ではこの値を水銀柱ミリメートルの定義値としているが、計測値が不安定なので、このような12桁もの数値は意味がない。実際、NISTのSIガイドでも、トル及び水銀柱ミリメートルの換算値として、133.3224 Pa という有効数値7桁の数値を掲げており、これ以上の桁数は水銀の圧縮率や密度の安定性の点で無意味としている。
かつて、実際の水銀柱を使って圧力の計測を行う場合は、そのときの温度での水銀の密度、その場所の重力加速度、大気・水・その他の流体の密度を考慮に入れて値を修正する必要があった。

## 使用

### SI
圧力のSI単位はパスカルである。水銀柱ミリメートルとトルはSI併用単位にもなっていない非SI単位である点で共通している。しかし、SI国際文書「国際単位系 (SI)」の旧版（2006年第8版）においては水銀柱ミリメートルの方が、次の3点でトルよりも、より認められていた単位であったということができる。
- 水銀柱ミリメートルは、SIについての国際度量衡局 (BIPM) の旧版文書（2006年第8版）[11]では、「SIと併用される非SI単位，及び基礎定数をよりどころとする単位」のひとつとされ、表8[12]に、海里やオングストロームと並んで記載されていた。これに対して、トルは同文書に掲げられていなかった。
- 水銀柱ミリメートルは、「圧力」全般の計量に使用できる。
- 水銀柱ミリメートルの数値は、約 133.322 Pa とされていた。これに対して、トルの数値は掲げられていなかった。

トルは、SIでは、石油のバレルやインチ、ヤードと同様に「使うことが推奨されないその他の非SI単位」とされて、同文書に全く扱われておらず、したがって定義も数値も定められていなかった。

### 各国
いくつかの国では、水銀柱ミリメートルを血圧の計量に使うことができる。ヨーロッパでは、1979年欧州経済共同体 (EEC) の Council Directive 80/181/EEC により、mmHg は「血圧及び他の体液の圧力」に使用が限定された。

### 日本における使い分け
日本の計量法体系は、血圧の計量と生体内の圧力の計量に用いる計量単位を次のように使い分けている。
- 「血圧」の計量には水銀柱ミリメートルのみを用いることができる[1]。その他の特殊の計量に用いる単位（水銀柱メートル、水銀柱センチメートル、水柱メートル、水柱センチメートル、水柱ミリメートル、トル、ミリトル、マイクロトル）を用いることはできない。もちろん、パスカル (Pa) とその整数乗倍を用いることができることは言うまでもない。

- 「生体内の圧力」の計量には、水銀柱メートル、水銀柱センチメートル、水銀柱ミリメートル、水柱メートル、水柱センチメートル、水柱ミリメートル、トル、ミリトル、マイクロトルを用いることができる[15]。もちろん、パスカル (Pa) とその整数乗倍を用いることができることは言うまでもない。

真空工学等の分野ではいまだにトルが使用されることがあるが、これはパスカルへ置き換えることが推奨されている。

### 生体内圧力における恒久使用
「生体内の圧力」に水銀柱ミリメートル及び水柱メートル並びにこれらに十の整数乗を乗じたものを表す計量単位である水銀柱ミリメートル、水銀柱センチメートル、水柱ミリメートル及び水柱センチメートル（まとめて「6単位」という。）が使用できるのは、2013年9月30日までの予定であったが、トル・パスカルへの移行が一向に進まず水銀柱メートル等が使用され続けていること、各国の法定計量機関においても生体内の圧力に係る単位についてもはや SI 化を志向していないこと、などにかんがみ、水銀柱ミリメートルの使用を期限の定めなく認めることになった。このため、計量単位令の別表第6の項番11「生体内の圧力の計量」に用いることのできる単位として、これまでのトル、ミリトル、マイクロトルに加えて、水銀柱ミリメートルなどの「6単位」を追加することになり、関係政令・省令が2013年9月26日に改正された。これによって、血圧の計量には水銀柱ミリメートルのみが使用することができるのに対して、生体内圧力の計量には、従来のトル、ミリトル、マイクロトル以外にも上記の6単位、合わせて9単位が使用できることになった。
なお、「生体内の圧力」とは、例えば、頭蓋内圧力、眼圧、気道内圧、膀胱内圧力のことであり、「血圧」はここでいう「生体内の圧力」ではないことに注意。

## 他の水銀柱単位
以下の単位は、mmHgと同様に、歴史的には水銀柱の高さに基づく単位であったが、現在はパスカルから直接に定義されている。
- 水銀柱メートル (mHg) = 101 325/0.76 Pa
- 水銀柱センチメートル (cmHg) = 水銀柱メートルの1/100
- 水銀柱インチ (inHg) = 3386.39 Pa（この単位は、ヤード・ポンド法の単位であり、いくつかの例外的な場合（「日本におけるヤード・ポンド法の使用」）以外は使用できない。）